# Операција Шнештурм
Операција Шнештурм ( -Снежна олуја), позната у домаћој литератури и као Кривајска операција, била је други део зимских операција Вермахта у источној Босни 1943. и наставак операције Кугелблиц.

## Позадина
У зимским операцијама децембра 1943, немачка 2. оклопна армија (5. СС брдски корпус, ојачан 1. брдском дивизијом и деловима бугарске 24. дивизије), напала је јединице Другог (2. пролетерска и 5. крајишка дивизија НОВЈ) и Трећег ударног корпуса НОВЈ (27. и 17. дивизија НОВЈ) у источној Босни, Санџаку и Црној Гори, како би спречила њихово груписање и продор у Србију. У првом делу операције, Операцији Кугелблиц (3-16. децембра 1943) - позната у домаћој литератури и као Лимско-дринска операција, Немци нису остварили планирано уништење 2, 5, 17. и 27. дивизије НОВЈ, мада су нанели тешке губитке 2. пролетерској дивизији у долини Лима и 5. крајишкој дивизији при њеном пробоју из окружења. После извлачења 27. и 5. дивизије из непријатељског обруча (13-16. децембра), снаге 3. корпуса НОВЈ прикупиле су се у долини реке Криваје.

## Операција

### Планови Осовине
Користећи се постигнутим успесима у борбама против 5. крајишке и 27. источнобосанске дивизије НОВЈ, а у тежњи да ликвидира снаге и упоришта НОВЈ у Источној Босни, Штаб 5. СС корпуса одлучио је да одмах продужи офанзиву на подручју источне Босне са тежиштем у долини Криваје, где је очекивао поновно окружење снага НОВЈ. Планом је предвиђено да делови 369. легионарске дивизије, полицијске и усташко-домобранске јединице, држе застор на левој обали реке Босне, од Сарајева до Добоја, а 1. брдска и 7. СС дивизија Принц Еуген, као и 1. резервни ловачки пук и борбена група 369. дивизије да наступају са комуникације Сарајево-Власеница и Тузла-Добој, затворе обруч са севера, истока и југа, и сужавајући га постепено, сузбијају јединице 3. босанског корпуса НОВЈ у долину Босне и ту их униште. Истовремено, делови 187. резервне дивизије и 901. моторизованог пука, усташко-домобранске и четничке јединице требало је да очисте Мајевицу, Посавину и Требаву, где се налазила 16. војвођанска дивизија НОВЈ и неколико партизанских одреда.

### Битка
Операције су настављене 18. децембра покретом немачких снага (1. брдска и 7. СС дивизија, борбена група 369. дивизије) са линије Власеница-Соколац према долини реке Босне, где је била створена запречна линија (главнина 369. дивизије, полицијске и усташко-домобранске снаге). Штаб 3. корпуса НОВЈ прибегао је деконцентрацији снага: 17. дивизија обуставила је дејства против четника на Озрену (код Добоја) и поделила се у две групе.
Прва група (6. источнобосанска, 18. источнобосанска и 1. јужноморавска бригада) пробила се после мањих борби при прелазу потока Бријеснице и друма Рибница-Тузла кроз непријатељеве положаје и до 29. децембра избила у Бирач, у позадину непријатеља.
Друга група (15. мајевичка и 16. муслиманска бригада) прешла је реку Кривају код села Кесеровића и, потом, наставила покрет према селу Дубоштици. Под притиском јаких снага 7. СС дивизије Принц Еуген, које су надирале од Олова ка селу Вијаци и Дубоштици, ова група морала је променити правац кретања. Она је 28. децембра код села Стјепиног Хана прешла преко Криваје и, после краћег одмора на Коњух-планини, пребацила се, такође, у Бирач.
Из рејона Вареша и Брезе, под врло повољним условима (висок снег, хладноћа, беспуће) и без података о непријатељу и његовом кретању, извлачиле су се 27. источнобосанска и 5. крајишка дивизија НОВЈ. Тек после огорчених борби са деловима 14. пука 7. СС дивизије код Боровичких њива (види мапу) и Романоваца, и са деловима 99. пука 1. брдске дивизије код села Џина (види мапу), успеле су да се пробију у позадину непријатељских снага, које су широким фронтом избиле у долину реке Босне. Четврта бригада 5. крајишке дивизије, која је пратила рањенике, успела је да избегне окружење и да 24. децембра код Мањиног врха (види мапу) у оштрој борби, разбије делове 14. пука 7. СС дивизије.
Операција је захватила и 16. војвођанску дивизију у северном делу источне Босне, али до већих борби није дошло, јер је дивизија, подељена у две оперативне групе, вештим маневрисањем на Мајевици, у Бирчу, Посавини и Требави избегла ударе непријатеља.

## Последице
У кривајској операцији Немци су прокрстарили целом ослобођеном територијом, немилосрдно убијајући заробљенике, рањенике и цивилно становништво. Ипак, нису успели да униште или разбију 3. корпус НОВЈ, нити да отклоне опасност од продора снага НОВЈ у Србију. Јединице 3. корпуса претрпеле су знатне губитке (135 погинулих, 141 рањен, 250 несталих и 190 промрзлих бораца).